# 鲍勃·达菲 (1922年)
罗伯特·约翰·“鲍勃”·达菲（英語：Robert John "Bob" Duffy，1922年7月5日—1978年6月11日），美国NBA联盟前职业篮球运动员。